# Nilüfer Belediye Spor Kulübü 2015-2016 (pallavolo)
Questa voce raccoglie le informazioni riguardanti l'Nilüfer Belediye Spor Kulübü nella stagione 2015-2016.

## Organigramma societario
Area direttiva
- Presidente: Ali Karamık

Area tecnica
- Allenatore: Reşat Yazıcıoğlu
- Secondo allenatore: Hasan Çelik
- Scoutman: Recep Vatansever

## Rosa
| N° | Nome              | Ruolo | Data di nascita | Nazionalità sportiva |
| -- | ----------------- | ----- | --------------- | -------------------- |
| 1  | Dilek Kınık       | L     | 14 gennaio 1995 | Turchia              |
| 2  | Zeynep Öztuna     | P     | 1º ottobre 1999 | Turchia              |
| 3  | Seda Uslu         | P     | 30 ottobre 1983 | Turchia              |
| 7  | Neslişah Durgun   | C     | 5 ottobre 1993  | Turchia              |
| 8  | Seda Menekşe      | O     | 8 luglio 1997   | Turchia              |
| 9  | Ayça İhtiyaroğlu  | L     | 13 agosto 1984  | Turchia              |
| 10 | Yusleinis Herrera | S     | 12 marzo 1984   | Cuba                 |
| 11 | Selen Kafadar     | S     | 14 marzo 1990   | Turchia              |
| 12 | Esra Gümüş        | S     | 2 ottobre 1982  | Turchia              |
| 13 | Meryem Boz        | O     | 3 febbraio 1988 | Turchia              |
| 14 | Ivana Miloš       | C     | 7 marzo 1986    | Croazia              |
| 16 | Elif Başaran      | S     | 4 febbraio 1997 | Turchia              |
| 17 | Duygu Çetav       | C     | 7 giugno 1988   | Turchia              |
| 18 | Gökçen Denkel     | C     | 2 agosto 1985   | Turchia              |

## Statistiche

### Statistiche di squadra
| Competizione     | Punti | In casa | In casa | In casa | In trasferta | In trasferta | In trasferta | Totale | Totale | Totale |
| Competizione     | Punti | G       | V       | P       | G            | V            | P            | G      | V      | P      |
| ---------------- | ----- | ------- | ------- | ------- | ------------ | ------------ | ------------ | ------ | ------ | ------ |
| Voleybol 1. Ligi | 35    | 11      | 5       | 6       | 11           | 6            | 5            | 28     | 13     | 15     |
| Totale           | -     | 11      | 5       | 6       | 11           | 6            | 5            | 28     | 13     | 15     |

G = partite giocate; V = partite vinte; P = partite perse

### Statistiche dei giocatori
| Giocatore      | Campionato | Campionato | Campionato | Campionato | Campionato | Totale | Totale | Totale | Totale | Totale |
| Giocatore      | P          | PT         | AV         | MV         | BV         | P      | PT     | AV     | MV     | BV     |
| -------------- | ---------- | ---------- | ---------- | ---------- | ---------- | ------ | ------ | ------ | ------ | ------ |
| E. Başaran     | 1          | 0          | 0          | 0          | 0          | 1      | 0      | 0      | 0      | 0      |
| M. Boz         | 28         | 459        | 395        | 27         | 37         | 28     | 459    | 395    | 27     | 37     |
| D. Çetav       | 24         | 21         | 10         | 3          | 8          | 24     | 21     | 10     | 3      | 8      |
| G. Denkel      | 24         | 155        | 88         | 45         | 22         | 24     | 155    | 88     | 45     | 22     |
| N. Durgun      | 20         | 17         | 4          | 6          | 7          | 20     | 17     | 4      | 6      | 7      |
| E. Gümüş       | 27         | 297        | 235        | 32         | 25         | 27     | 297    | 235    | 32     | 25     |
| Y. Herrera     | 28         | 423        | 371        | 14         | 38         | 28     | 423    | 371    | 14     | 38     |
| A. İhtiyaroğlu | 27         | 0          | 0          | 0          | 0          | 27     | 0      | 0      | 0      | 0      |
| S. Kafadar     | 23         | 36         | 21         | 2          | 13         | 23     | 36     | 21     | 2      | 13     |
| D. Kınık       | 23         | 1          | 1          | 0          | 0          | 23     | 1      | 1      | 0      | 0      |
| S. Menekşe     | 1          | 0          | 0          | 0          | 0          | 1      | 0      | 0      | 0      | 0      |
| I. Miloš       | 28         | 278        | 193        | 61         | 24         | 28     | 278    | 193    | 61     | 24     |
| Z. Öztuna      | 1          | 0          | 0          | 0          | 0          | 1      | 0      | 0      | 0      | 0      |
| S. Uslu        | 25         | 51         | 16         | 16         | 19         | 25     | 51     | 16     | 16     | 19     |

P = presenze; PT = punti totali; AV = attacchi vincenti; MV = muri vincenti; BV = battute vincenti